# Don Stannard
Donald Gordon Stannard (1919—9 de julho de 1949) foi um ator britânico.
Nascido em Essex, Inglaterra, ele é conhecido por interpretar o agente secreto Dick Barton em três filmes de Hammer: Dick Barton: Special Agent, Dick Barton Strikes Back e Dick Barton at Bay.
Faleceu em Cookham Dean, Berkshire, Inglaterra, em 1949.

## Filmografia selecionada
- Pink String and Sealing Wax (1945)
- Don Chicago (1945)
- Caesar and Cleopatra (1945)
- Death in High Heels (1947)
- Dick Barton: Special Agent (1948)
- The Temptress (1949)
- Dick Barton Strikes Back (1949)
- Dick Barton at Bay (1950)